# 珈琲文庫
珈琲文庫（こーひーぶんこ）は、ふゅーじょんぷろだくとが発行しているコミックレーベルである。文庫と称しているが実際は新書コミックスより一回り大きいサイズである。

## 概歴
1994年から2004年まで刊行されていた。主に勝川克志、永島慎二、森雅之、水野英子、石ノ森章太郎などの漫画家作品を主力とする。

## 特徴
90年代から文庫化や復刊ブームといったものが起こっていたが、珈琲文庫もそのような層を対象とし、早い時期から名作系作品を中心に刊行していた。しかし、復刊を予定していた『ストップ!にいちゃん』（関谷ひさし）、『まぼろし探偵』（桑田次郎）、『背番号0』（寺田ヒロオ）などの作品が他社から先に刊行されてしまい、また、各社がこぞって復刊に取り組み始めたこともあってか、2004年に刊行された『龍神沼』（石ノ森章太郎）を最後に新刊は出なくなった。

### 刊行作品一覧
- ひらめきラメちゃん（勝川克志）
- かかしがきいたかえるのはなし（永島慎二）
- mf-メゾフォルテ-（森雅之）
- 少年が夜になるころ（鈴木翁二）
- こどものやまい（鈴木翁二）
- まんがむかしむかし（永島慎二）
- セシリア（水野英子）
- こんにちは先生（水野英子）
- 氷河鼠の毛皮（たむらしげる）
- ペッパーミント物語（森雅之）
- 二級天使（石ノ森章太郎）
- 龍神沼（石ノ森章太郎）